# 910 Anneliese
910 Anneliese
910 Anneliese là một tiểu hành tinh bay quanh Mặt Trời.